# Paraemheb (Goldschmied)
Paraemheb war ein altägyptischer Goldschmied („Oberster der Goldschmiede im Haus des Goldes“), der in der 19. Dynastie tätig war.
Paraemheb ist von einer Totenstele bekannt, die für ihn und seinen Bruder Painehesi errichtet wurde. Die beiden werden ebenso als Brüder bezeichnet wie vier weitere abgebildete Goldschmiede, die durch Possessivartikel als „sein Bruder“ bezeichnet werden. Es ist nicht ganz klar, auf welchen Bruder sich das bezieht, aber wenn die beiden Besitzer der Stele ohnehin Brüder sind, dürfte es sich auf alle Abgebildeten untereinander beziehen, die offenkundig aus einer Familie von Goldarbeitern stammten. Die vier anderen abgebildeten Goldschmiede waren Ptahmose, Sutaa, Chensuhetep und Imenrachau. Auch Paraemhebs auf der Stele erwähnter Sohn Ini dürfte Goldschmied gewesen sein. Darüber hinaus waren weitere Familienmitglieder auf der Stele abgebildet, vor allem Schwestern. Paraemhebs Titel wird mit „Oberster der Goldschmiede im Haus des Goldes“ („Oberster der Goldarbeiter im Goldhaus“) oder auch nur kurz als „Oberster der Goldarbeiter“ angegeben, somit war er in leitender Funktion im Schatzhaus tätig, wo er Statuen aus Gold herstellte und Statuen aus anderen Materialien vergoldete. Für seine Leistungen wurde er vom Pharao durch die Verleihung von Ehrengold ausgezeichnet. Dabei handelte es sich in Paraemhebs Fall um breite Halsreifen aus mehreren Reihen linsenförmiger Goldperlen.
Der Fundort der Stele mit ihren drei Bildregistern ist unbekannt. Sie gehört heute zur Sammlung des British Museum in London.